# Eien (Beni)
Eien (永遠?) è un brano musicale della cantante giapponese j-pop Beni, pubblicato il 25 gennaio 2012. Il singolo è arrivato sino alla settantacinquesima posizione della classifica Oricon dei singoli più venduti in Giappone, vendendo circa mille copie. Eien è stato utilizzato come sigla d'apertura della serie televisiva della NHK Honjitsu wa Taian Nari iniziata il 10 gennaio 2012.
Il video musicale prodotto per il brano è stato girato a Los Angeles.

## Tracce
CD Singolo UPCH-80256
1. Eien (永遠)
2. Saigo no Uso (最後の嘘)
3. Eien (Instrumental) (永遠)
4. Saigo no Uso (Instrumental) (最後の嘘)

## Classifiche
| Classifica (2011) | Posizione più alta |
| ----------------- | ------------------ |
| Giappone (Oricon) | 75                 |